# Splits halvmaraton
Splits halvmaraton (kroatiska: Splitski polumaraton) är ett halvmaraton som sedan år 2001 årligen arrangeras i Split i Kroatien. I samband med maratonet organiseras även två kortare löpningstävlingar, en 5 kilometer lång distans öppen för vuxna och ungdomar samt den så kallade Splitmilen som är en distans på 5 km för skol- och förskolebarn. De båda sistnämnda är öppna för allmänheten och entusiaster.     

## Historik
När Splits halvmaraton för första gången organiserades år 2001 var dess sträckning begränsad till Marjan-halvön. År 2007 flyttades dess start och mål till den mer attraktiva hamnpromenaden i centrala Split. Sedan 2015 förbinder löpartävlingen alla betydande idrottsliga och kulturella sevärdheter i staden.

### Fotnoter
1. 1 2 3  Split halvmaraton Arkiverad 2 juli 2015 hämtat från the Wayback Machine. - officiell webbplats (engelska)